# Maximilian Mittelstädt
Maximilian Mittelstädt (Berlim, 18 de março de 1997) é um futebolista profissional alemão que atua como lateral-esquerdo. Atualmente defende o VfB Stuttgart. 

## Carreira
Maximilian Mittelstädt começou a carreira no Hertha Berlim.

## Títulos
VfB Stuttgart
- Copa da Alemanha: 2024–25[2]